# Ряснянский сельсовет
Ря́снянский се́льсовет — административная единица на территории Каменецкого района Брестской области Республики Беларусь. Административный центр — агрогородок Рясна.

## Состав

— Населённые пункты Ряснянского сельсовета

Ряснянский сельсовет включает 15 населённых пунктов:
- Бордёвка — деревня.
- Верхи — деревня.
- Волковичи — деревня.
- Заболотье — деревня.
- Лесок — деревня.
- Лумна — деревня.
- Мыкшицы — деревня.
- Оберовщина — деревня.
- Песчатка — деревня.
- Пограничная — деревня.
- Рясна — агрогородок.
- Суходол — деревня.
- Тумин — деревня.
- Чепели — деревня.
- Чернево — деревня.